# Курс судна

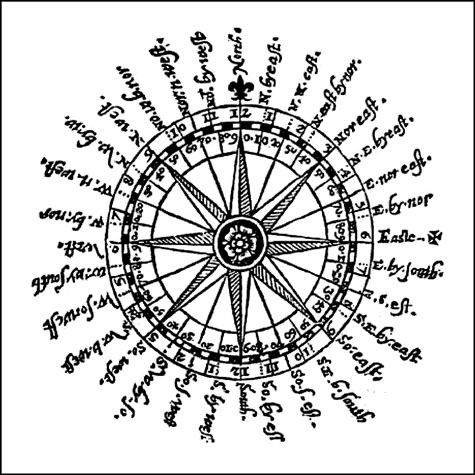
Компасная картушка, градусы и румбы, XVI—XVII вв.

Курс судна — угол, в плоскости истинного горизонта, между носовой частью диаметральной плоскости судна и направлением на север (N, норд).
Измеряется в градусах по часовой стрелке от 0° (т. н. «чистый норд») до 359°. До середины XIX века было принято измерение в румбах от 0 (норд, N) по часовой стрелке до 31 (норд-тен-вест, NbW). В зависимости от метода измерения различают:
- Истинный курс — угол относительно истинного (географического) норда.
- Магнитный курс — угол относительно магнитного норда. Поскольку магнитный полюс Земли не совпадает с географическим, магнитный курс отличается на величину магнитного склонения в месте замера.
- Компа́сный курс — угол относительно компасного норда. Компас, независимо от принципа, указывает не на истинный или магнитный норд, а несколько в сторону. Компасный курс отличается от истинного на величину поправки компаса.